# 加尼耶尔
加尼耶尔（法語：Gagnières，法語發音：[ɡaɲɛʁ]）是法国加尔省的一个市镇，属于阿莱区。

## 地理
加尼耶尔（44°18'24"N, 4°7'46"E）面积11.22 平方千米，位于法国奧克西塔尼大區加尔省，该省份为法国南部沿海省份，南端濒地中海，北起顺时针与阿尔代什省、沃克吕兹省、罗讷河口省、埃罗省、阿韦龙省和洛泽尔省接壤。
与加尼耶尔接壤的市镇（或旧市镇、城区）包括：巴讷、圣保罗勒热讷、贝塞日、博尔德扎克、库里。

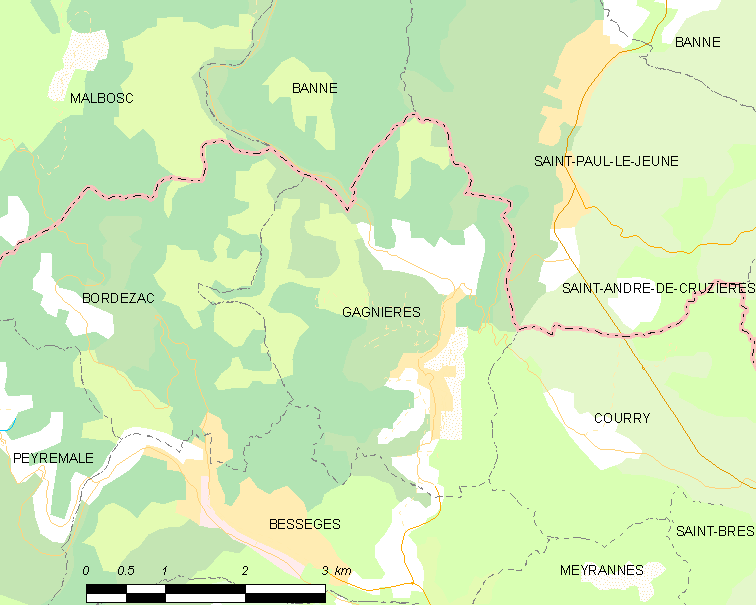
加尼耶尔的OSM定位图

加尼耶尔的时区为UTC+01:00、UTC+02:00（夏令时）。

## 行政
加尼耶尔的邮政编码为30160，INSEE市镇编码为30120。

## 政治
加尼耶尔所属的省级选区为鲁松县。

## 人口

1962-2008年间加尼耶尔人口变化图示

加尼耶尔于2022年1月1日时的人口数量为1095人。